# Voederwaarde
Voederwaarde is de waarde dat een bepaald veevoeder heeft voor een bepaald dier. Zo kan de waarde verschillen tussen melkvee (VEM=VoederEenhedenMelk) en vleesvee (VEVI=voedereenheid vleesvee intensief)
Veldbonen hebben bijvoorbeeld per kilo drogestof een voederwaarde van 1.050 - 1.200 VEM (VoederEenhedenMelk), 90 - 110 DVE (Darm Verteerbaar Eiwit) , 139 OEB (Onbestendige Eiwit Balans), 270 - 320 RE (Ruweiwit) en 350 - 400 gram zetmeel.